# Henry Andrew Francken
Henry Andrew Francken (Hendrick Andriese Franken; oko 1720. – Kingston, 1795.) bio je slobodni zidar. Tijekom života obavljao je različite poslove, ponajviše na području Antila, no najpoznatiji je po svojoj ulozi u razvoju Drevnog i prihvaćenog škotskog obreda unutar slobodnog zidarstva.

## Životopis
Francken stiže na Jamajku u veljači 1757. godine. Već sljedeće godine postaje naturalizirani britanski državljanin te obavlja niz dužnosti pri sudu viceadmiraliteta. Godine 1765. imenovan je službenim prevoditeljem za nizozemski i engleski jezik. Nakon toga provodi dvije godine u Sjevernoj Americi, dolaskom u New York 1767., ali se uskoro vraća na Jamajku gdje postaje carinski inspektor. Kada je to radno mjesto ukinuto 1790. godine, Francken doživljava financijski slom, prisiljen prodati svu svoju imovinu i osloniti se na pomoć prijatelja. Godine 1794. imenovan je zamjenikom suca u sudu u Port Royalu, a 1795., u godini svoje smrti, obnašao je dužnost povjerenika pri vrhovnom sudu u Kingstonu i Port Royalu.

## Franckenovi rukopisi
Tijekom svog boravka u Sjevernoj Americi, Francken je osnovao je 11. siječnja 1768. godine u Albanyju, New York, ložu savršenstva, čiji se prvi zapisnici i danas čuvaju. Tom prigodom predao je osnivačima povelju kojom potvrđuje da djeluje na temelju ovlasti koje mu je dodijelio Etienne Morin. Dana 6. prosinca iste godine, ovlastio je Mosesa Michaela Haysa da osniva i druge lože viših stupnjeva. Upravo su se iz tih Franckenovih prijenosa stupnjeva kasnije razvili oni koji će, u Charlestonu, Južna Karolina, 1801., postati temelj Drevnog i prihvaćenog škotskog obreda.
Kada je Morin 30. travnja 1770. godine u Kingstonu osnovao Veliki kapitul Prinčeva kraljevske tajne, Francken je bio među njegovim utemeljiteljima. Ubrzo nakon toga poslao je u Sjevernu Ameriku statute i pravilnike za lože savršenstva. Dana 30. kolovoza 1771. dovršio je rukopis koji sadržava rituale od 15. do 25. stupnja Reda kraljevske tajne, a koji je pronađen u Londonu 1976. godine. Kasnije je sastavio još dva rukopisa s kompletnim ritualima od 4. do 25. stupnja, koji su pronađeni 1935. i 1970. godine.
Ovi rukopisi danas predstavljaju izuzetno vrijedan izvor za proučavanje povijesti obreda u slobodnom zidarstvu, a posebice za razumijevanje nastanka Drevnog i prihvaćenog škotskog obreda. Do 2015. godine poznata su četiri primjerka Franckenovih rukopisa:
- Najstariji poznati rukopis dovršen je 30. kolovoza 1771. godine u Kingstonu, manje od tri mjeseca prije smrti Etiennea Morina. Potpisan je Franckenovom rukom kao "princ kraljevske tajne". Sadrži stupnjeve od 15. do 25., no rukopis je nepotpun i ozbiljno oštećen zubom vremena. U vlasništvu je Vrhovnog vijeća 33° za Englesku i Wales.
- Drugi rukopis nosi datum 30. listopada 1783. Otkriven je u Londonu 1855. godine, a već sljedeće godine kupio ga je poznati američki kolekcionar Edward T. Carson, čija je izvanredna knjižnica kasnije postala vlasništvom Lawrenca, koji ju je oporučno ostavio Velikoj loži Massachusettsa. Ova je velika loža 1935. godine prepoznala važnost rukopisa i odlučila ga pokloniti Vrhovnom vijeću SAD-a, Sjeverne jurisdikcije, koje ga danas posjeduje.[5][6]
- Treći rukopis nije datiran. Pronađen je 1970. godine u arhivu Pokrajinske velike lože Lancashirea u Liverpoolu, zahvaljujući Michaelu Spurru, a zatim predan Ujedinjenoj velikoj loži Engleske. Vrlo je sličan rukopisu iz 1771., iako nije potpuno jasno je li ga Francken osobno u cijelosti napisao.
- Četvrti rukopis, poznat kao Lahorski rukopis (Pakistan), nekoć je pripadao škotskom slobodnom zidaru iz Edinburgha, a potom završio u knjižnici Kotarske velike lože Punjaba, prije nego što je dospio u privatne zbirke. To je najbolje očuvani primjerak.

Svi su rukopisi po prvi put objedinjeni 29. i 30. svibnja 2015. u Muzeju slobodnog zidarstva, gdje su predstavljeni javnosti i analizirani u sklopu stručnog skupa posvećenog njihovoj povijesnoj vrijednosti.

## Vanjske poveznice
- Hendrick Andriese Francken (abt.1720-1795) na wikitree.com